# Шарман
Шарман (фр. Charmant) насеље је и општина у западној Француској у региону Поату-Шарант, у департману Шарант која припада префектури Ангулем.
По подацима из 2011. године у општини је живело 331 становника, а густина насељености је износила 19,3 становника/km². Општина се простире на површини од 17,15 km². Налази се на средњој надморској висини од 123 метара (максималној 203 m, а минималној 89 m).

## Демографија
| 1962. | 1968. | 1975. | 1982. | 1990. | 1999. | 2011. |
| ----- | ----- | ----- | ----- | ----- | ----- | ----- |
| 232   | 307   | 270   | 265   | 323   | 327   | 331   |

График промене броја становника у току последњих година